# 科迪尼冰川
70°1′S 62°30′W / 70.017°S 62.500°W
科迪尼冰川（Cordini Glacier），是南極洲的冰川，位於帕爾默地東岸，流經劉易斯角和詹姆斯冰原島峰，以阿根廷科學家命名，現時由南極條約體系管理。